# Ed Sheeran
Edward Christopher "Ed" Sheeran MBE (Hebden Bridge, 1991. február 17. –) Primetime Emmy- és négyszeres Grammy-díjas angol énekes, dalszövegíró. A suffolki Framlinghamben nevelkedett, majd 2008-ban Londonba költözött, hogy zenei karriert építsen. 2011 elején kiadott egy független középlemezt No. 5 Collaborations Project címmel, amelyre felfigyelt Elton John és Jamie Foxx is. Ekkor szerződött le az Asylum Recordshoz. A debütáló albuma, a + ("plus"), amely a The A Team című és a Lego House című kislemezeket is tartalmazza, ötszörös platinalemez lett az Egyesült Királyságban. 2012-ben két Brit-díjat kapott mint a legjobb brit férfi zenész, illetve mint a legjobb új brit előadó. A The A Team Ivor Novello-díjat nyert mint a legjobb dal zeneileg és szövegileg.
Sheeran 2012-ben kezdett ismertté válni az Egyesült Államokban. Vendégszerepet kapott Taylor Swift negyedik nagylemezén, a Reden, és dalokat írt a One Directionnek. A 2013-as Grammy-díjátadón a The A Team című dalt az év dalának jelölték, és Sheeran elő is adta a dalt Elton Johnnal együtt. 2014-ben a legjobb új előadónak járó Grammy-díjra jelölték. A második albuma, a x ("multiply") világszerte 2014. június 23-án jelent meg. Harmadik albuma, a ÷ ("divide") 2017 márciusában került a lemezboltokba.

## Gyermekkora
Sheeran a West Yorkshire-i Hebden Bridge-ben született, de gyermekként a suffolki Framlinghambe költözött. Édesapja, John Sheeran művészeti oktató. Édesanyja, Imogen Lock ékszereket tervez és készít. A szülei 1990-től 2010-ig egy független művészeti tanácsadó céget vezettek, amelynek a neve Sheeran Lock volt. Sheerannek van egy bátyja, Matthew, aki zeneszerző – főleg filmzenét komponál.
Sheeran apai nagyszülei írek. Négyéves korától egy egyházi kórusban énekelt, és már nagyon fiatalon megtanult gitározni és zongorázni, majd később csellózni, hegedülni és ütős hangszereken játszani. Középiskolai tanulmányait a framlinghami Thomas Mills High Schoolban végezte. 16 éves korában felvették a National Youth Theatre-be. Sheeran a Youth Music Theatre védnöke.

## Diszkográfia

### Stúdióalbumok
- + (plus) – 2011. szeptember 9.
- x (multiply) – 2014. június 23.
- ÷ (divide) – 2017. március 3.
- No.6 Collaborations Project – 2019. július 12.
- = (equals) – 2021. október 29.
- – (subtract) – 2023. május 5.
- Autumn Variations – 2023. szeptember 29.
- Play – 2025

### Középlemezek
- The Orange Room (2005)
- Ed Sheeran (2006)
- Want Some? (2007)
- You Need Me (2009)
- Loose Change (2010)
- Songs I Wrote with Amy (2010)
- Live at the Bedford (2010)
- No. 5 Collaborations Project (2011)
- One Take (2011)
- Thank You (2011)
- The Slumdon Bridge – Yelawolffal együtt (2012)

### Kislemezek
- The A Team (2011)
- You Need Me, I Don't Need You (2011)
- Lego House (2011)
- Drunk (2012)
- Small Bump (2012)
- Give Me Love (2012)
- I See Fire (2013)
- Sing (2014)
- Don't (2014)
- Thinking Out Loud (2014)
- Bloodstream – Rudimentallal (2015)
- Photograph (2015)
- Castle on the Hill (2017)
- Shape of You (2017)
- Galway Girl (2017)
- Perfect (2017)

## Díjak
Brit-díjak
- Legjobb brit férfi zenész (2012)
- Legjobb új brit előadó (2012)
- Jelölés – Az év brit albuma – + (2012)
- Jelölés – Legjobb brit kislemez – The A Team (2012)

Grammy-díjak
Az év dala (2016)
- Jelölés – Az év dala – The A Team (2013)
- Jelölés – Legjobb új előadó (2014)
- Az év dala – "Thinking Out Loud" (2016)

Ivor Novello-díjak
- Legjobb dal zeneileg és szövegileg – The A Team (2012)

MTV Europe Music Díjak
- Jelölés – Legjobb angol és ír előadó (2012)

MTV Video Music Díjak
- Jelölés – Legjobb férfi videó – Lego House (2013)

Teen Choice Díjak
- Legjobb új előadó (2013)
- Jelölés – Legjobb férfi előadó (2014)

World Music Díjak
- Jelölés – Legsikeresebb férfi előadó (2012)
- Jelölés – Az év legjobb előadója (2012)
- Jelölés – Legjobb dal – Sing / Everything Has Changed (Taylor Swifttel) / The A Team (2014)
- Jelölés – Legjobb album – + (2014)
- Jelölés – Legjobb videó – I See Fire / Sing / Everything Has Changed (Taylor Swifttel) (2014)
- Jelölés – Legjobb férfi előadó (2014)
- Jelölés – Legjobb produkció élőben (2014)
- Jelölés – Az év legjobb előadója (2014)